# Roadsend PHP
Roadsend PHP — альтернативная реализация языка программирования PHP. Пакет включает в себя интерпретатор, компилятор и пошаговый отладчик.
Roadsend Compiler (компилятор) позволяет создавать веб приложения, которые будут работать либо в среде FastCGI, либо с использованием встроенного  web-сервера «MicroServer». Возможно также создание приложений с графическим интерфейсом при помощи PHP-GTK или других библиотек, и консольных приложений.
Компилятор Roadsend PHP написан на языке Scheme и компилируется с использованием оптимизирующего scheme-транслятора Bigloo.
- roadsend.com (англ.) — Домашняя страничка проекта